# 곤봉 (리듬 체조)

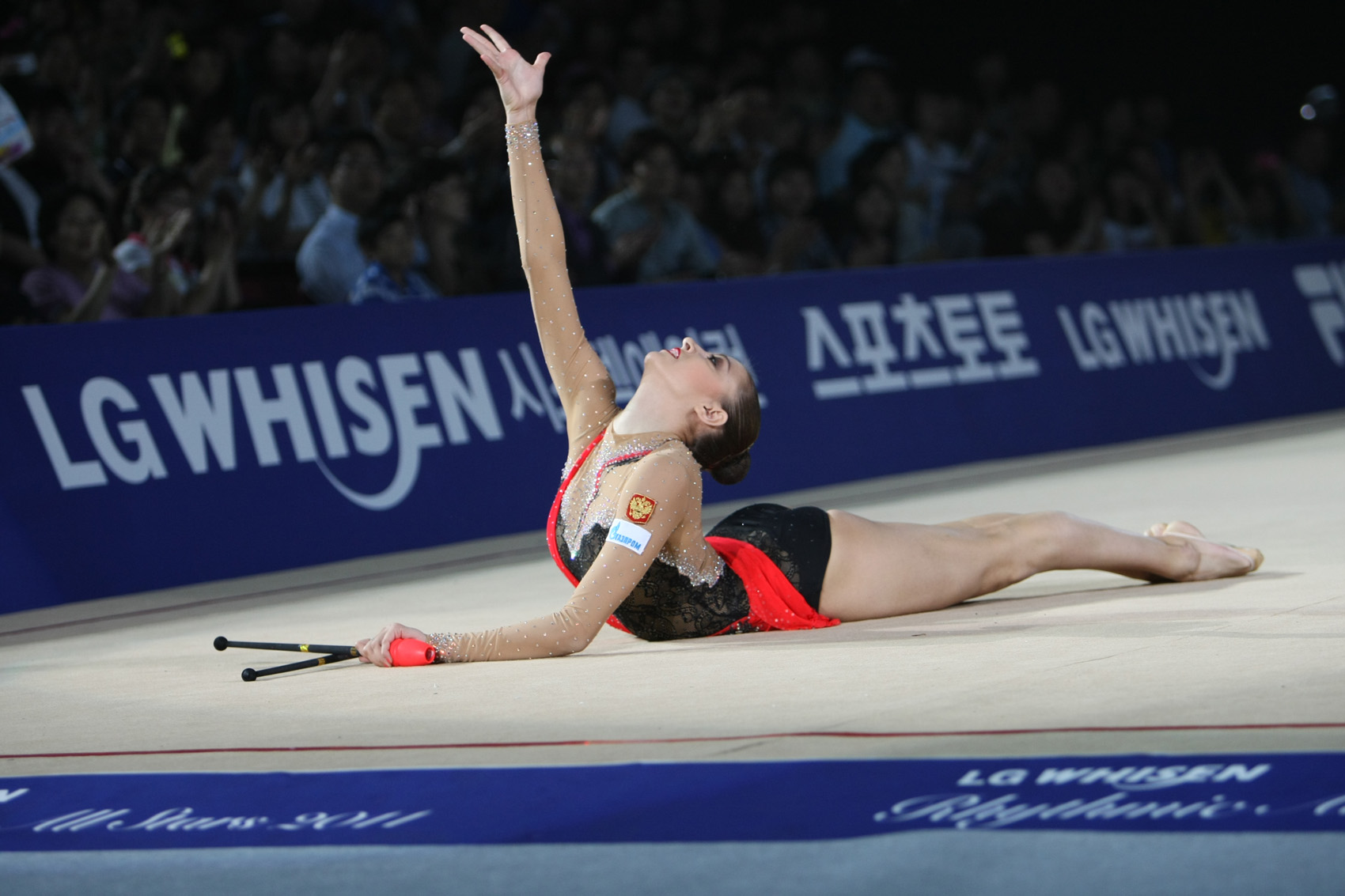
곤봉을 연기하는 손연재

곤봉(Clubs)은 리듬 체조의 종목이자 그 종목에서 사용되는 곤봉이다.